# Monica Di Fonzo
Monica Di Fonzo (* 14. Februar 1977 in Basel) ist eine Schweizer Fussballtrainerin und ehemalige Fussballspielerin. Sie wurde 2002 zur Schweizer Fussballerin des Jahres ernannt und war Mitglied der Schweizer Nationalmannschaft.

## Spielerin
Monica Di Fonzo spielte unter anderem für den FC Sursee in der Nationalliga A – ihr NLA-Debüt im Trikot des FC Rapid Lugano hatte sie bereits mit 13 Jahren gegeben – und den SC Freiburg in der deutschen Bundesliga. Mit dem FC Sursee wurde sie 2002 und 2003 Schweizer Meisterin und 2002 Schweizer Pokalsiegerin. Ausserdem war sie in der Saison 2001/02 gemeinsam mit Corina Theiler – beide erzielten jeweils 22 Tore – Torschützenkönigin der Nationalliga A. Im Spätherbst ihrer Karriere wurde sie durch drei Kreuzbandrisse gebremst.
Von 1996 bis 2005 spielte Di Fonzo in der Schweizer Fussballnationalmannschaft. Sie kam zu 41 Einsätzen und erzielte dabei sechs Tore.

## Trainerin
Di Fonzo trainiert seit 2014 die U-17-Nationalmannschaft.
Ihre Mannschaft wurde bei der achten U-17-Fußball-Europameisterschaft der Frauen 2015 in Island erst im Finale durch die Spanierinnen 2:5 geschlagen. Mit einem Unentschieden gegen Norwegen wurden die Schweizerinnen Gruppensieger. Im Halbfinale wurden die deutschen Frauen mit 1:0 besiegt.
Im Januar 2021 wechselt Di Fonzo auf die Stufe der U19-Nationalmannschaft.

## Erfolge
- Schweizer Fussballerin des Jahres: 2002
- Schweizer Meisterin: 2002, 2003
- Schweizer Cupsiegerin: 2002